# Горст-Ульріх Генель
Горст-Ульріх Генель (нім. Horst-Ulrich Hänel, 6 березня 1957) — німецький хокеїст на траві.
Срібний призер Олімпійських Ігор 1984, 1988 років.